# Knižní veletrh

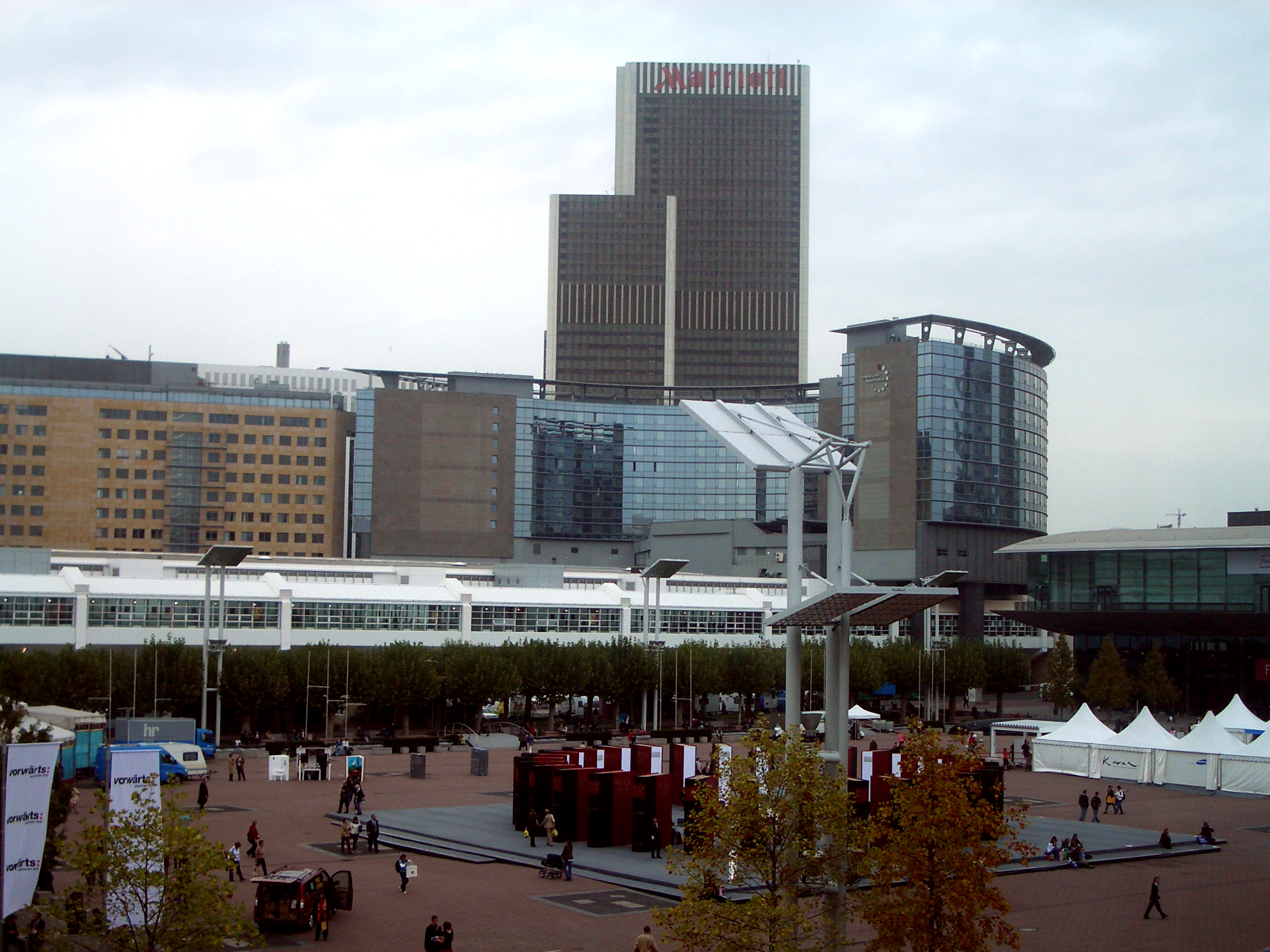
Frankfurtský knižní veletrh 2005

Knižní veletrh je veletrh, který se koná obvykle jednou za rok a kromě návštěvníků se ho účastní nakladatelé, tiskárny, knihkupci, autoři, novináři a literární agenti. Celosvětově největší veletrh je Frankfurtský knižní veletrh, který hostí vždy na podzim Frankfurtu nad Mohanem. Je určen hlavně pro obchodníky, kteří na něm mají vyhrazeny první tři dny z pěti. Další významný evropský veletrh – Lipský knižní veletrh – je spíše tzv. čtenářský.
Nejstarším českým knižním veletrhem je Podzimní knižní veletrh v Havlíčkově Brodu; největším je veletrh Svět knihy, který se koná v Praze.
Knižní veletrhy byly původně součástí obecných obchodních trhů, od počátků novověku se postupně začínaly konat i samostatně a zaměřovaly se na klasické knihy. Dnes se sortiment nabízeného zboží rozšiřuje a na veletrzích se prezentují i on-line zdroje či zvukové knihy.